# Tricentrus takishimai
Tricentrus takishimai är en insektsart som beskrevs av Kato 1940. Tricentrus takishimai ingår i släktet Tricentrus och familjen hornstritar. Inga underarter finns listade i Catalogue of Life.